# Чернышово (Вологодская область)
Чернышово — деревня в Усть-Кубинском районе Вологодской области.
Входит в состав Высоковского сельского поселения (с 1 января 2006 года по 9 апреля 2009 года входила в Митенское сельское поселение), с точки зрения административно-территориального деления — в Митенский сельсовет.
Расстояние до районного центра Устья по автодороге — 10,5 км, до центра муниципального образования Высокого по прямой — 5 км. Ближайшие населённые пункты — Макарьино, Шелково, Семеновское.
По переписи 2002 года население — 15 человек.
В 1999 году была внесена в список населённых пунктов Вологодской области под названием Чернышево. В 2001 году список был исправлен.
На 1859 год в деревне Чернышово Кадниковского уезда Вологодской губернии находился 31 двор, проживало 78 лиц мужского пола и 76 женского, церковь отсутствовала.

## Часовня Илии Пророка
В начале XX века жарким летним днем в Чернышове случился пожар. Из-за теплой сухой погоды огонь быстро перекидывался с дома на дом. Уже полыхал западный конец деревни, огонь приближался к центру. Старик П. И. Яйцов с семьей выносил добро из избы на огород. Вдруг среди суматохи он увидел незнакомого старца с белой бородой, который спокойно шёл по улице. Поравнявшись с Яйцовым, старец сказал: «Не бойся, пожар скоро кончится, огонь не дойдет до тебя. Ничего не выноси», — и так же спокойно пошёл дальше. И вскоре огромная туча заслонила небо, хлынул ливень и пожар стих. Яйцов рассказал о старике соседям, но никто незнакомца не видел. Дело было перед Ильиным днём, и народ решил, что старцем, спасшим село, был Илия Пророк.
В память о пожаре и о явлении Илии Пророка жители решили построить часовню. Миром собрали деньги, купили материалы и наняли мастеров. Место под часовню отвели посреди деревни, у тех домов, где c чудесной помощью Илии Пророка был остановлен губительный огонь.
Ильинская часовня в Чернышове необычна тем, что с основания она была срублена восьмериком, покрытым шатровой кровлей. Над шатром возносилась изящная луковичная главка, с запада примыкала небольшая паперть со звонницей и крылечком.
В годы Советской власти в часовне было устроено зернохранилище. Иконы из неё перевезли в действующий храм в соседнем селе Чирково, паперть с крыльцом сломали на дрова.
В 1992 году начаты реставрационные работы силами студентов архитектурного отделения Вологодского политехнического института. Финансирование осуществлял Вологодский областной фонд «Наследие». Проект реставрации, включая восстановление утраченной паперти и крыльца, выполнен архитектором-реставратором Р. Д. Каменьщиковым.